# Anisy
Anisy ist eine französische Gemeinde mit 796 Einwohnern (Stand: 1. Januar 2022) im Département Calvados in der Region Normandie. Sie gehört zum Arrondissement Caen und zum Kanton Courseulles-sur-Mer. Die Einwohner werden Anisiens genannt. 

## Geografie
Anisy liegt nahe der Küste zum Ärmelkanal. Umgeben wird Anisy von den Nachbargemeinden Anguerny im Norden, Mathieu im Osten, Cambes-en-Plaine im Südosten und Süden, Villons-les-Buissons im Süden und Südwesten, Cairon im Südwesten, Thaon im Westen sowie Colomby-sur-Thaon im Nordwesten.

## Bevölkerungsentwicklung
| Jahr                       | 1962 | 1968 | 1975 | 1982 | 1990 | 1999 | 2006 | 2012 | 2019 |
| Einwohner                  | 274  | 290  | 318  | 388  | 520  | 633  | 652  | 681  | 738  |
| Quellen: Cassini und INSEE |      |      |      |      |      |      |      |      |      |

## Sehenswürdigkeiten
- Kirche Saint-Pierre aus dem 12./13. Jahrhundert

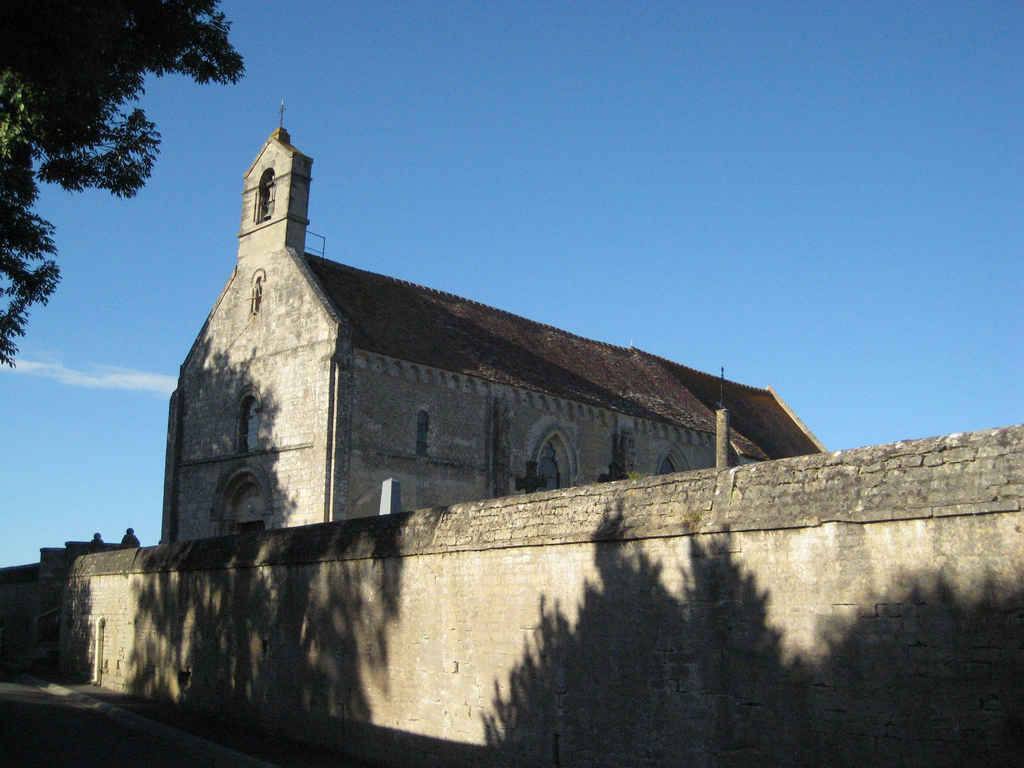
Kirche Saint-Pierre